# Lombricoltura

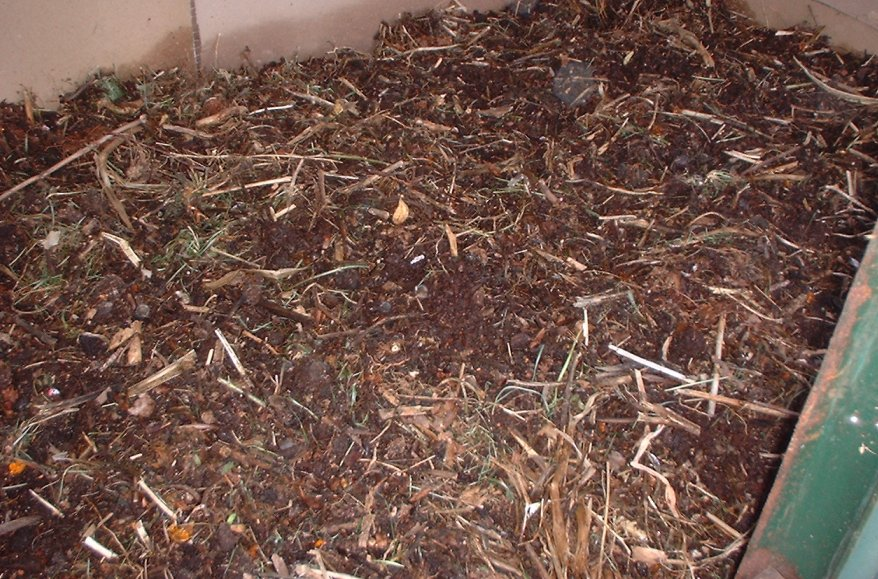
Esempio di lombricoltura di media grandezza

La lombricoltura, è l'allevamento di diversi vermi da terra.
I lombrichi allevati possono essere utilizzati principalmente per la pesca, come esca, e per l'agricoltura, per la produzione di compost da concimazione.
Per la pesca in mare bisogna considerare che I lombrichi, in quanto vermi terrestri, non tollerano l'acqua salata, pertanto hanno una durata limitata quando vengono utilizzati, tuttavia, diverse specie di lombrichi possono in taluni casi produrre risultati (ad esempio per i piccoli pesci di scoglio e nelle zone portuali. Per la pesca in acqua dolce si evidenziano l'Eisenia foetida (Ideale per pesci di piccola e media taglia), la Dendrobaena veneta (per pesci più grandi, come carpe o anguille), il Lumbricus terrestris (per pesci predatori come lucci e siluri.) e l'Eisenia hortensis (per la pesca al lago o nei fiumi con acque lente).
Per la produzione di compost per la concimazione in agricoltura e orticoltura, le specie più utilizzate sono l'Eisenia fetida e l'Eisenia andrei (i cosiddetti lombrichi rossi della California, anche noti come lombrichi tigre o del letame). Il processo naturale, che avviene con la trasformazione dei materiali di natura organica ad opera del lombrico, attiva un processo di biodegradazione con l'azione combinata di microrganismi, trasformando le proteine degli scarti organici in nutrienti per il suolo. Grazie a questo processo si ottiene l'humus di lombrico.
La lombricoltura sta vivendo una fase di sviluppo in Italia e a livello globale, sia come attività imprenditoriale sia come pratica sensibile alle tematiche ambientali, riscuotendo interesse da parte delle aziende e dei consumatori attenti alla sostenibilità. Infatti un numero crescente di aziende si dedica a questa attività, spesso integrata con l'agricoltura biologica. Anche nell'orticoltura a livello amatoriale l'humus di lombrico è spesso utilizzato come ammendante naturale per la sua capacità di migliorare la fertilità del suolo e la salute delle piante, riducendo la necessità di fertilizzanti chimici. Come pure nel compostaggio dei rifiuti organici di tipo domestico talvolta si utilizzano piccole compostiere con lombrichi.
La produzione e la vendita di compost da lombricoltura in Italia sono disciplinate dal Decreto Legislativo n. 75/2010. In particolare la definizione del "verimicompost" è fornita nell'allegato 2 al decreto, al n. 11 della tabella "Ammendanti".